# Chionophylax mindszentyi
Chionophylax mindszentyi là một loài Trichoptera trong họ Limnephilidae. Chúng phân bố ở miền Cổ bắc.